# Jan Cais
Jan Cais (1. dubna 1878, Stachy – 20. dubna 1950) byl český římskokatolický kněz, kapitulní vikář českobudějovické diecéze (1940 až 1944 a 1945 až 1947) a její generální vikář (1947 až 1950). Byl velmi oblíben nejen mezi kněžstvem, ale i věřícím lidem všech společenských vrstev. Aktivně se účastnil činnosti řady katolických spolků včetně Orla, v němž působil od jeho založení jako člen župní rady.

## Život
Poté, co 21. července 1901 přijal v Českých Budějovicích svěcení z rukou biskupa Říhy, působil krátce jako kaplan v českých i německých farnostech českobudějovické diecéze (Stachy, Pohoří na Šumavě a Kaplice). Následně začal pracovat na českobudějovické konzistoři, a to nejprve jako kancelista (od 1. října 1904), později jako archivář (od 1. dubna 1905) a nakonec jako kancléř (od roku 1930).
Dne 19. března 1931 byl jmenován tajným papežským komořím a od 1. dubna 1935 se stal také kanovníkem Katedrální kapituly u sv. Mikuláše v Českých Budějovicích. Vzhledem k tomu, že biskup Šimon Bárta po smrti svého prvního generálního vikáře Josefa Brennera již žádného dalšího generálního vikáře nejmenoval a sám byl ve své činnosti značně omezen svým zdravotním stavem, ležela hlavní starost o správu diecéze právě na Caisovi. Dne 24. května 1921 byl jmenován biskupským notářem a 19. března 1931 tajným papežským komořím.
Po smrti biskupa Bárty byl 3. května 1940 zvolen kapitulním vikářem. Z řady důvodů došlo 11. října 1944 k jeho zatčení gestapem, po němž byl vězněn nejprve v Praze (kde 26. října 1944 rezignoval na úřad kapitulního vikáře) a poté v terezínské Malé pevnosti. Z vězení byl propuštěn 5. května 1945 a po rekonvalescenci se od 1. října 1945 opět stal kapitulním vikářem. Po druhé světové válce mu byl také udělen Československý válečný kříž 1939.
Na přelomu let 1945 a 1946 nabídl Svatý stolec Caisovi úřad českobudějovického sídelního biskupa, to však Cais s ohledem na svůj věk a zdravotní stav odmítl. Jako kapitulní vikář udělil Josefu Plojharovi v roce 1946 souhlas s kandidaturou do Ústavodárného shromáždění Československé republiky, což podle vzpomínek pamětníků považoval za svou největší chybu.
Nově jmenovaný biskup Josef Hlouch jmenoval Caise 7. září 1947 (v den své intronizace) generálním vikářem a 17. listopadu téhož roku děkanem českobudějovické kapituly. Dne 22. února 1949 byl Cais jmenován apoštolským protonotářem. Když byl spolu se skupinou nejbližších spolupracovníků biskupů pozván ke složení slibu věrnosti republice, odmítl slib složit. Počátkem roku 1950 byl hospitalizován a 20. dubna téhož roku umírá.

## Pohřeb
Atmosféru tehdejší doby trefně ilustruje průběh jeho pohřbu, který se konal 24. dubna 1950. Již předem bylo oznámeno, že se pohřbu nezúčastní biskup Hlouch, který byl tehdy již držen v internaci. Komunistický režim se obával velkého shromáždění věřících a kněží, a proto byly těsně před pohřbem rozeslány telegramy oznamující odložení pohřbu. Když pak měl z katedrály vyjít pohřební průvod do Caisovy kanovnické rezidence, zjistilo se, že z ní bylo tělo zesnulého předešlý večer odvezeno neznámými muži. Když ani řada telefonátů nevedla ke zjištění, kde se jeho tělo nachází, proběhlo v katedrále sv. Mikuláše smuteční kázání a poté i zádušní mše bez těla zesnulého. Před polednem někdo neznámý zatelefonoval na děkanství, že Caisovy ostatky jsou právě převáženy na ústřední hřbitov. Vzhledem k tomu, že již nebyly k dispozici objednané autobusy a skončilo i posílení trolejbusové dopravy, byla narychlo zajištěna doprava na ústřední hřbitov jen pro členy kapituly a několik starších kněží. Vlastnímu pohřbu pak předcházel incident s pohřební službou, kdy Msgre. Karel Boček trval na tom, aby před ním byla rakev otevřena, aby se přesvědčil, že v ní je skutečně monsignor Cais.